# Großmonument Samjiyŏn

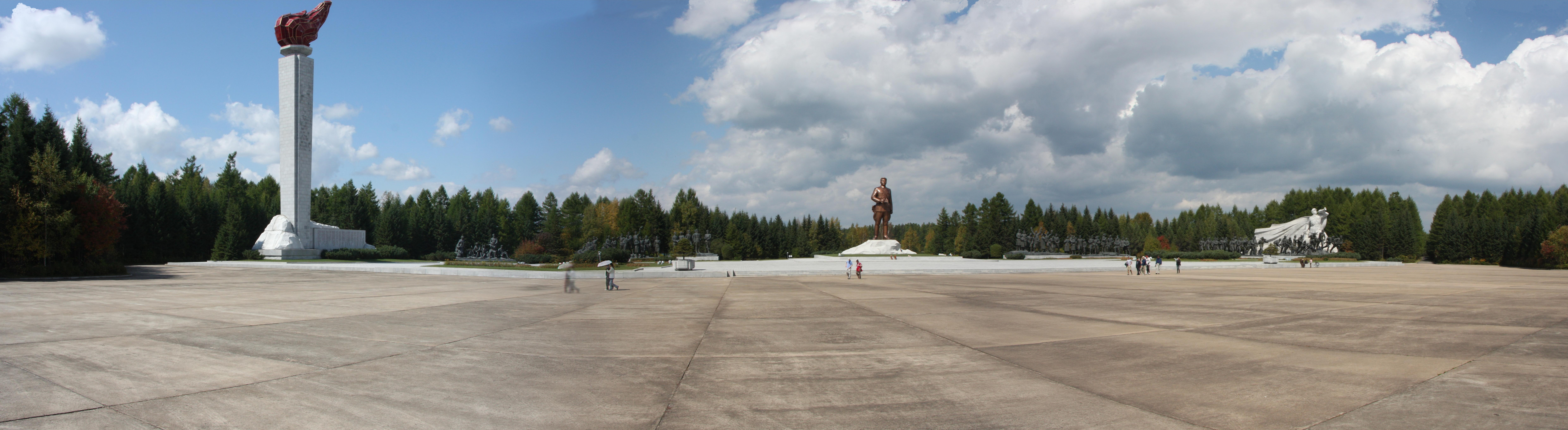
Großmonument Samjiyŏn

Das Großmonument Samjiyŏn ist ein Monument im Distrikt Samjiyŏn, Nordkorea. Es befindet sich am Ufer des Sees Samji, südöstlich des Paektusan, und wurde im Mai 1993 zur Erinnerung an die Schlacht von Musan errichtet, in der Guerilla-Kämpfer unter Kim Il-sung in dieser Gegend gegen japanische Truppen kämpften. Es wurde zum 40. Jahrestag der Schlacht im Mai 1979 erbaut.

## Beschreibung

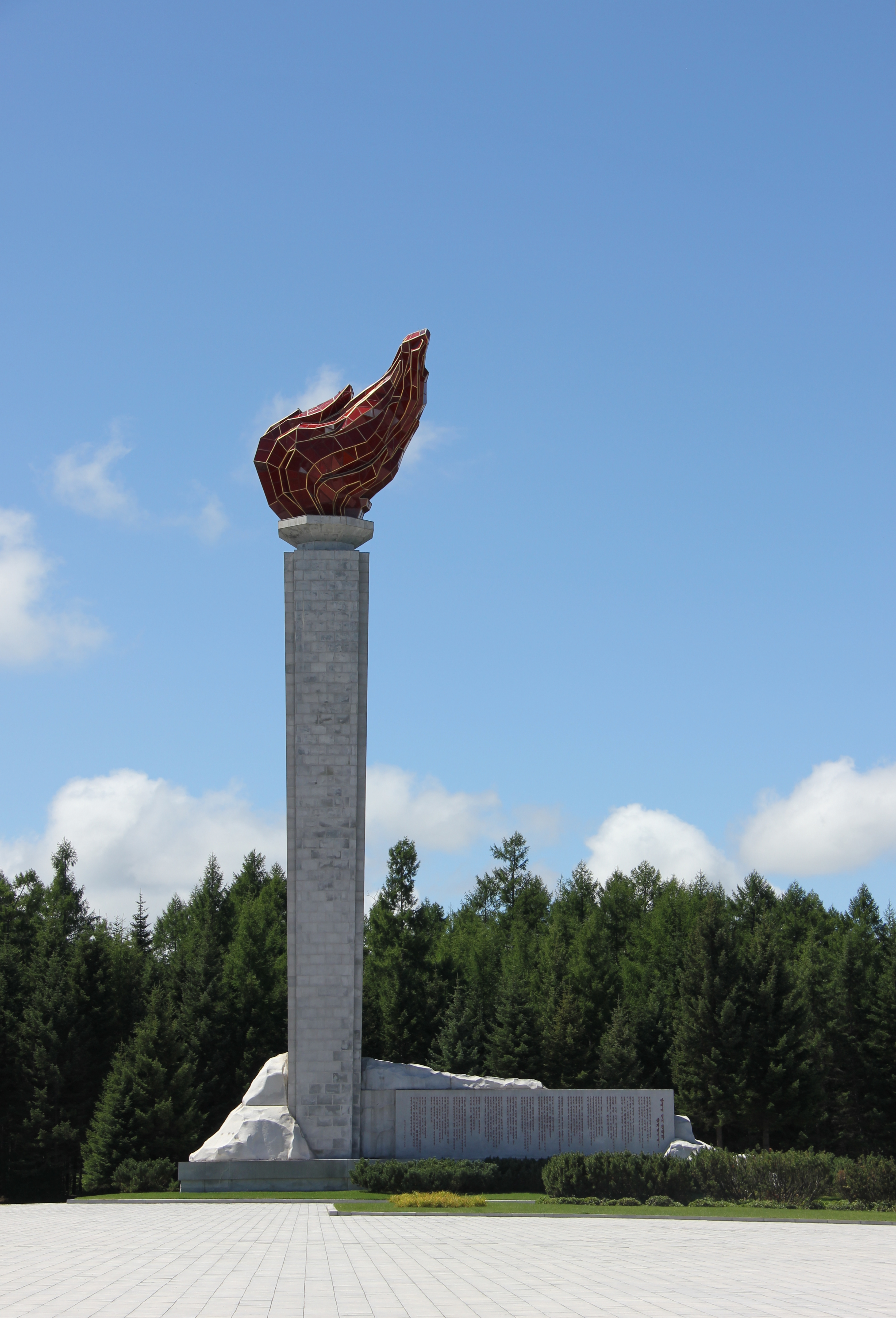
Seitlicher Fackelturm (torch tower)

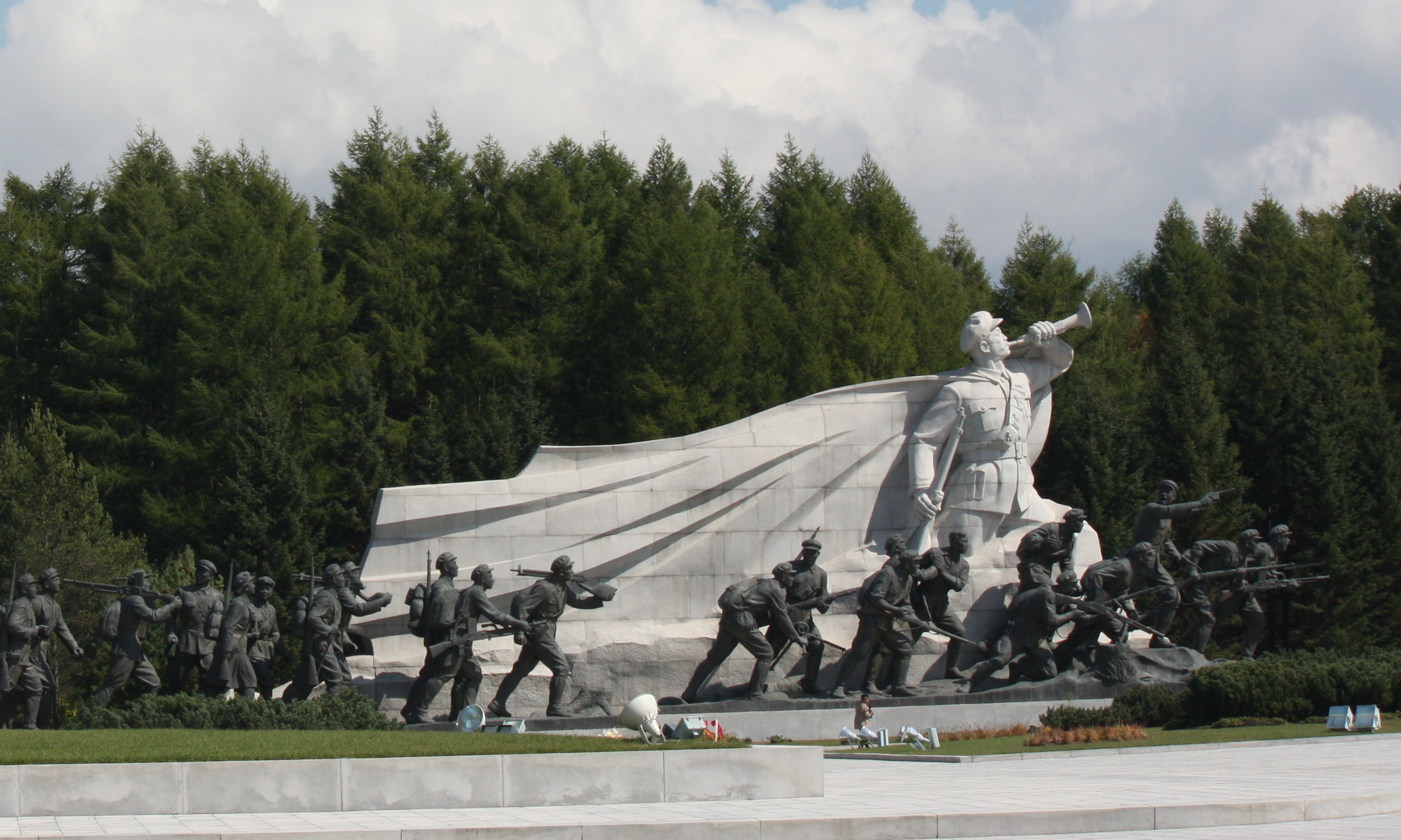
Seitliche Skulpturengruppe

Die zentrale, 15 Meter hohe bronzene Statue zeigt Kim Il-sung in jüngeren Jahren mit Jodhpurs, Stiefeln und einem Fernglas in der rechten Hand. Zur Rechten der Statue steht am Rande des Monumentalplatzes ein 50 Meter hoher Turm, auf dessen Spitze sich die Darstellung einer Fackel befindet, vergleichbar mit dem Turm des Pjöngjanger Monuments der Chuch’e-Ideologie. Seitlich zur Linken der Statue ist eine Skulpturengruppe zu sehen. Sie trägt den Namen Trompeter im Vormarsch und zeigt einen bewaffneten Trompeter aus Granit. Um ihn herum gruppieren sich mehrere in die Schlacht ziehende Soldaten. Weitere Skulpturengruppen befinden sich seitlich im Hintergrund der zentralen Führerstatue. Außerdem befindet sich eine Steintafel mit einem eingravierten Gedicht auf dem Areal.
Etwa hundert Meter entfernt liegt das Paektusan-Museum, in dem der Widerstand gegen die japanische Herrschaft über Korea von 1937 bis 1945 dokumentiert ist.

## Vergleichbare Monumente
Nordöstlich des Monuments befindet sich das Siegesdenkmal der Schlacht im Gebiet Musan. Es dient ebenfalls dem Gedenken an den Kampf, der 1939 in der Region stattfand.
In verschiedenen Städten Nordkoreas existieren zudem mehrere weitere Monumente, die dem Samjiyŏn-Großmonument stilistisch und architektonisch ähnlich sind, so beispielsweise das Großmonument Mansudae in Pjöngjang, das ebenfalls eine zentrale Bronzefigur Kim Il-sungs in vergleichbarer Dimension neben weiteren Skulpturengruppen besitzt und 2012 um eine Kim-Jong-il-Statue erweitert wurde. Auch in der Stadt Kaesŏng steht auf deren höchstem Punkt, dem Berg Chanam, eine bronzene Monumentalstatue von Kim Il-sung.

In Kanggye, der Hauptstadt der Provinz Chagang-do, befand sich ebenfalls eine monumentale Einzelstatue Kim Il-sungs, die mit der offiziellen Enthüllung am 11. Oktober 2011 durch eine weitere Statue seines Nachfolgers ergänzt wurde. Die Figuren zeigen Kim Il-sung ebenfalls mit einem Fernglas in der rechten Hand und einem ausgestreckten linken Arm und Kim Jong-il mit einem im Wind wehenden Anorak.